# Eisenbahnunfall von Saint-Michel-de-Maurienne

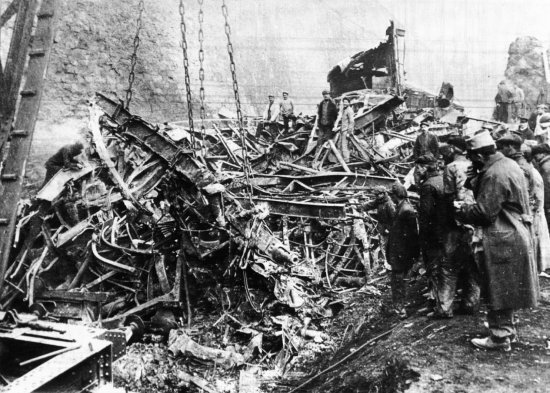
Unfallstelle

Der Eisenbahnunfall von Saint-Michel-de-Maurienne war die Entgleisung eines am 12. Dezember 1917 im Gefälle außer Kontrolle geratenen Militärzuges auf der Bahnstrecke Culoz–Modane, einer Bahnstrecke der Compagnie des Chemins de fer de Paris à Lyon et à la Méditerranée. Die Zahl der Toten wird auf annähernd 700 geschätzt. Dies ist einer der Eisenbahnunfälle mit der größten Zahl an Todesopfern weltweit, die durch einen Eisenbahnbetrieb verursacht wurden.

## Ausgangslage
Der Militärzug 612 mit französischen Soldaten auf dem Weg nach Chambéry in den Weihnachtsurlaub kam aus Italien von der italienischen Front im Ersten Weltkrieg. Er war über den Mont-Cenis-Eisenbahntunnel zum Scheitel- und französischen Grenzbahnhof Modane gelangt. Dort wurden zwei weitere Wagen an den Zug gehängt. Weil Mangel an Lokomotiven herrschte, wurde für die Talfahrt über die Nordrampe, die ein Gefälle von bis zu 33 ‰ aufweist, nur eine Lokomotive (Achsfolge 2'C) bereitgestellt. Offiziell befanden sich 982 Soldaten als Passagiere in dem Zug, wahrscheinlich waren es aber mehr. Der Zug bestand nun aus 19 Wagen: je ein Gepäckwagen am Anfang und am Ende, 15 vierachsige Reisezugwagen mit Drehgestellen, alle älterer italienischer Bauart mit Stahlrahmen und Holzaufbau, und die beiden in Modane angehängten zweiachsigen Wagen. Von den Wagen besaßen nur die ersten drei eine Druckluftbremse, sieben hatten nur Hand-, die anderen überhaupt keine Bremsen. Der Zug wog 526 Tonnen und wies damit ein Gewicht auf, das das Vierfache des Zulässigen betrug. Er war 350 Meter lang.

## Unfallhergang

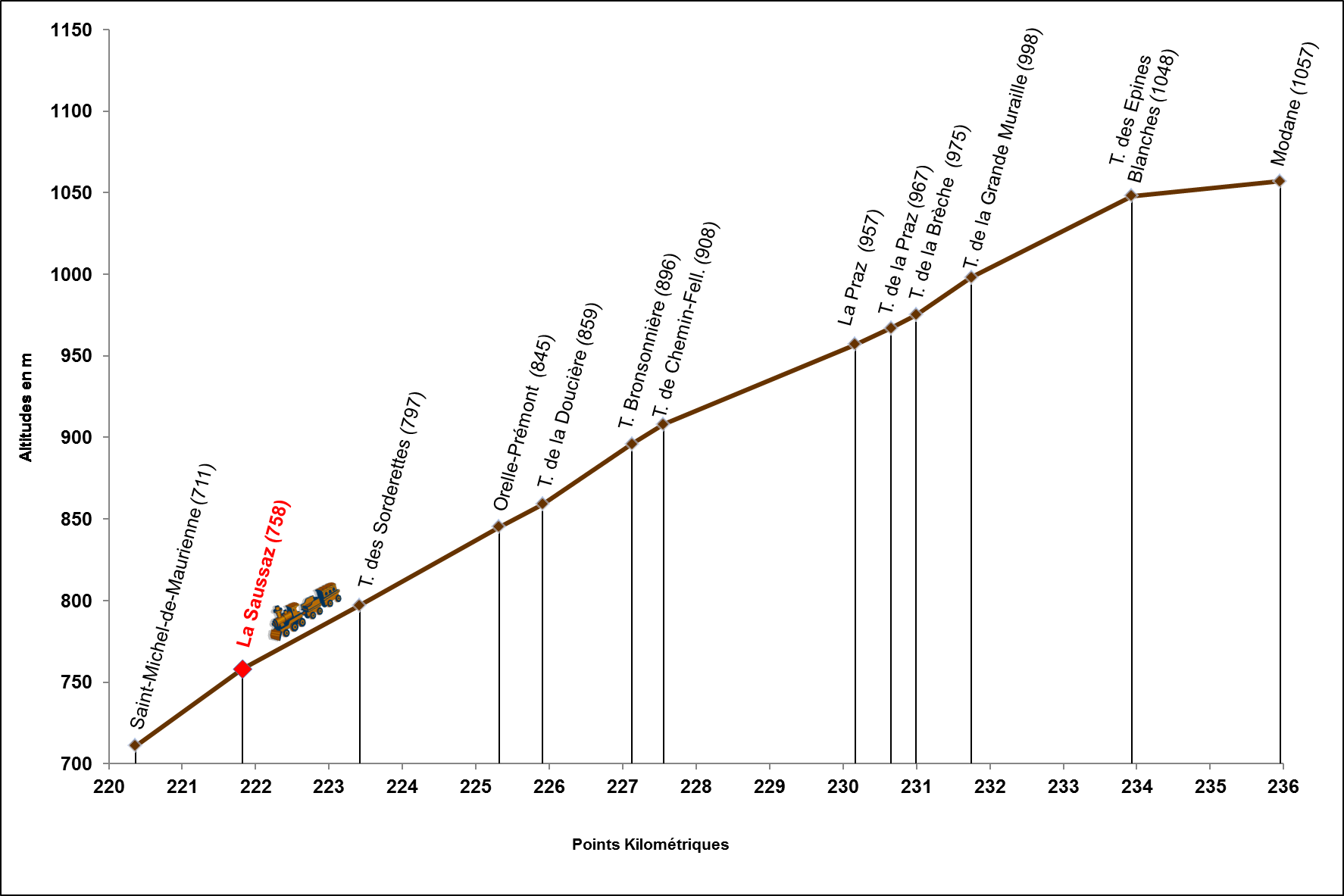
Höhenprofil der 16 km langen Strecke von Modane bis Saint-Michel-de-Maurienne

Der Lokführer hatte Bedenken, den schweren, größtenteils nur handgebremsten Zug unter Kontrolle halten zu können. Ein Offizier drohte ihm mit einem Kriegsgerichtsverfahren, falls er die Weiterfahrt verweigere. Daraufhin fuhr er den Zug um 23:15 Uhr talwärts und begann sofort zu bremsen.
Ab Freney zeigte das aber kaum noch Wirkung. Der Zug bewegte sich mit zunehmender Geschwindigkeit talwärts und erreichte bis zu 135 km/h. Nach etwa 6,5 km bei einer Geschwindigkeit von 100 km/h (40 km/h waren hier zugelassen) entgleiste 1.300 Meter vor dem Bahnhof Saint-Michel-de-Maurienne der erste Wagen in einer scharfen Kurve in einem Einschnitt und stellte sich quer. Die übrigen Wagen liefen auf ihn auf und schoben sich zusammen. Kerzen, die in den Wagen als Beleuchtung dienten, steckten die Trümmer in Brand und das sich ausbreitende Feuer brachte von Soldaten illegal mitgeführte Munition zur Explosion. Die Kupplung zwischen Schlepptender und Wagen riss und es gelang dem Lokomotivführer, die Maschine im Bahnhof von Saint-Michel-de-Maurienne zum Halten zu bringen. Völlig fixiert auf das Bremsen bemerkte er erst hier, dass er den Zug verloren hatte.

## Folgen
Der Zug war an einer schwer erreichbaren Stelle verunglückt, was die Rettungsarbeiten erschwerte. Das Feuer war zudem so stark, dass es erst nach etwa 24 Stunden gelöscht werden konnte. Die Zahl der Toten wird auf 700 geschätzt, identifiziert wurden nur 425 Opfer. Die übrigen Leichen waren durch die Kraft des Zusammenstoßes und das nachfolgende Feuer so entstellt, dass es nicht mehr möglich war, sie zu identifizieren. Die Opfer wurden auf dem Friedhof von Saint Michel de Maurienne beerdigt. 1961 wurden sie auf den nationalen Militärfriedhof Lyon-La Doua umgebettet.
Der Unfall wurde sofort zum Militärgeheimnis erklärt, so dass er in der Presse kaum erwähnt wurde. Sechs Angestellte der Compagnie des Chemins de fer de Paris à Lyon et à la Méditerranée, darunter auch der Lokomotivführer, mussten sich vor einem Kriegsgericht verantworten, wurden aber freigesprochen. Der Offizier, der die Talfahrt angeordnet hatte, wurde nicht belangt.

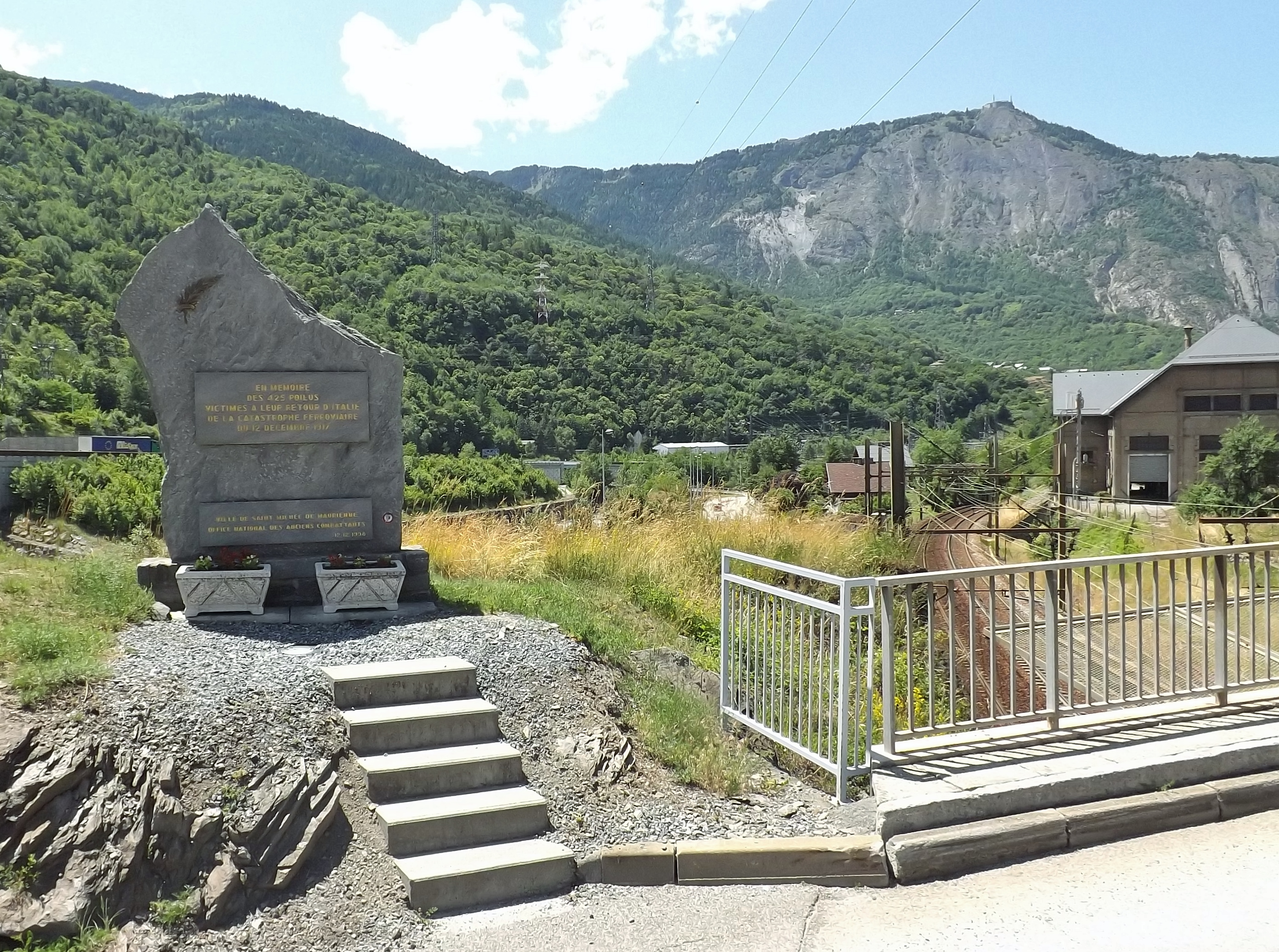
Gedenkstele (... 425 poilus victimes) von 1998 am Ort des Unfalls

Im Juni 1923 weihte der französische Verkehrsminister André Maginot ein Denkmal für die Opfer des Unfalls auf dem Friedhof von Saint-Michel-de-Maurienne ein. 1998 wurde ein weiteres Denkmal in La Saussaz, nahe der Unfallstelle, eingeweiht.
In John Bergers Roman Auf dem Weg zur Hochzeit (1995) wird von diesem Unfall erzählt.